# پائولا اورمائچه‌آ
 پائولا اورمائچه‌آ (انگلیسی: Paula Ormaechea؛ زادهٔ ۲۸ سپتامبر ۱۹۹۲) یک تنیس‌باز اهل آرژانتین است.